# 7213 Conae
A 7213 Conae (ideiglenes jelöléssel 1967 KB) a Naprendszer kisbolygóövében található aszteroida. Felix Aguilar Observatory fedezte fel 1967. május 31-én.